# ノルベルト・ホーファー
ノルベルト・ゲルヴァルト・ホーファー（Norbert Gerwald Hofer, ドイツ語発音: [ˈnɔʁbɛʁt ˈhoːfɐ]、1971年3月2日 - ）は、オーストリアの政治家。オーストリア自由党党首。2013年から2017年までオーストリア国民議会の第3議長を務めた。その任期中の2016年7月8日、第11代大統領ハインツ・フィッシャーの任期切れによる退任後、第12代大統領アレクサンダー・ファン・デア・ベレンが就任するまでの約半年間、他の国民議会議長2人とともに大統領職を代行した。
2016年のオーストリア大統領選挙に立候補。第1回投票では35%の得票を獲得し、ライバルである緑の党元党首アレクサンダー・ファン・デア・ベレンの得票率21%を上回った。決選投票ではその差は49.7%対50.3%と大きく縮まった。しかし、オーストリア憲法裁判所によって78,000票近くの疑わしい集計があったとして選挙の無効が宣言されたため、再投票が行われることになり、同年の12月4日にリベンジの意気をみせて臨んだが、前回の選挙よりも大きく下回って、敗北した。

## 生い立ち
オーストリア共和国シュタイアーマルク州フォラウ (Vorau) 生まれのバイエルン人。父はオーストリア国民党の地方議会議員で、発電所の所長でもあった。ブルゲンラント州のピンカフェルトで中流家庭の息子として暮らしていた。オーストリアの中等教育学校であるアイゼンシュタット高等工科専門学校で航空工学を修める。1990年から1991年まで2年間兵役に服し満了する。1991年から1994年、ラウダ航空の航空技術士として働く。

## 政治家としての歩み
ホーファーはオーストリア自由党（FPÖ）の中で徐々に地位を築き上げ、2005年に党首となったハインツ＝クリスティアン・シュトラッヘのもとでアドバイザーを務めるようになる。1996年から2007年の間FPÖブルゲンラント州支部の幹事長となり、また1997年から2007年の間にはアイゼンシュタット市の市議会議員にも選ばれている。エネルギー・環境問題を扱う他、障害者政策に関するFPÖのスポークスマンでもあった。
2015年2月、ホーファーはドイツ系住人が多数居住し自治権を認められているイタリア領南チロル（かつてはオーストリア領）をオーストリアに割譲するよう要求する。2016年には、欧州議会により権力が集中し、トルコのEU加盟が認められるようなことになれば、EU脱退のための国民投票を実施すべきだと述べ、また「オーストリアにはイスラムの居場所はない」と発言している。

### 2016年オーストリア大統領選挙
2016年1月28日、FPÖはホーファーを大統領選挙の候補者に選出した。4月24日に実施された第1回投票でホーファーは勝利を収める。「オーストリア第一」を掲げたホーファーは、第1回投票では35.1%という最も高い得票率を得て決選投票へ進んだ。この結果はFPÖにとって1956年の結党以来、最大の成果であった。ホーファーは欧州難民危機によって、90,000人がオーストリアに難民申請を行い、国の資源と人々に負担をかけていると主張した。
西欧各国の右翼政党・政治家はホーファーの第1位通過を祝福した。フランス国民戦線のマリーヌ・ル・ペンやドイツのための選択肢（AfD）のフラウケ・ペトリー、オランダ自由党のヘルト・ウィルダース、北部同盟のマッテオ・サルヴェーニらが主だった人物である。
2016年5月22日の決選投票において、ファン・デア・ベレンの50.3%に対して、ホーファーは49.7%の票を獲得した。ところがファン・デア・ベレンが大統領職に就く前の7月1日、オーストリア憲法裁判所が決選投票の結果を無効とし、選挙のやり直しを要求する。7月8日、現職のハインツ・フィッシャー大統領が任期切れにより退任し、オーストリア社会民主党のドリス・ビュレ（フランス系）、オーストリア国民党のカールハインツ・コプフ、そしてホーファーの3人により、選挙が決着するまでの大統領職の共同代行が始まった。12月4日、決選投票の再投票が行われたが、ホーファーは前回の決選投票より得票数を落として落選した。

### 自由党党首
2019年5月、シュトラッヘが自身の不正疑惑を報じられたことを理由に党首を辞任。後任にはホーファーが就任した。5月27日に採決された野党・社会民主党提出の内閣不信任決議案に自由党も賛成に回ることを決めた。このため不信任決議が可決され、クルツ政権は崩壊した。

## 政治家以外のキャリア
新エネルギーを推進する非営利団体ユーロソーラーのオーストリア支部会長。MAP Jet社とInternational Sky Services社の役員（2010年 – 2011年）。PAF private trust社の経営執行役会長（2011年 – 2012年）。

## 人物
ホーファーはブルゲンラント州南部の住宅を主な拠点としている。2回の結婚歴を持ち4人の子どもを持つ。本人はカトリックからプロテスタントに改宗したが、妻と子どもはカトリックである。保守系の学校組合であるMarko-Germania zu Pinkafeldの名誉会員である他、聖ジョージ勲章の名誉騎士号も得ている。
2013年8月にでパラグライダー事故により脊椎を損傷する。6ヶ月間のリハビリ後、車椅子から立ち上がり杖をつきながら歩くことができるようになった。
拳銃の愛好家であり、自国製のグロック社の拳銃を持ち歩くことがある。